# Narcissus scaberulus
Narcissus scaberulus là một loài thực vật có hoa trong họ Amaryllidaceae. Loài này được Henriq. mô tả khoa học đầu tiên năm 1888.